# Ендотрахеальна трубка

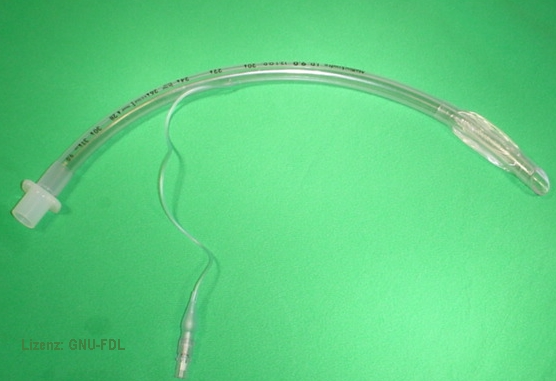
Ендотрахеальна трубка — типу трубки Магілла (за Айваном Магіллом) і вічко Мерфі під манжетою — з манжетою низького тиску.

Ендотрахеальна трубка або вентиляційна трубка, також трахеальна трубка, є допоміжним засобом для забезпечення дихальних шляхів у галузі анестезії, інтенсивної терапії та невідкладної медицини. Призначена для введення через рот або ніс у трахею для підтримки прохідності дихальних шляхів і забезпечення штучної вентиляції легень (див. інтубація трахеї).  

## Будова

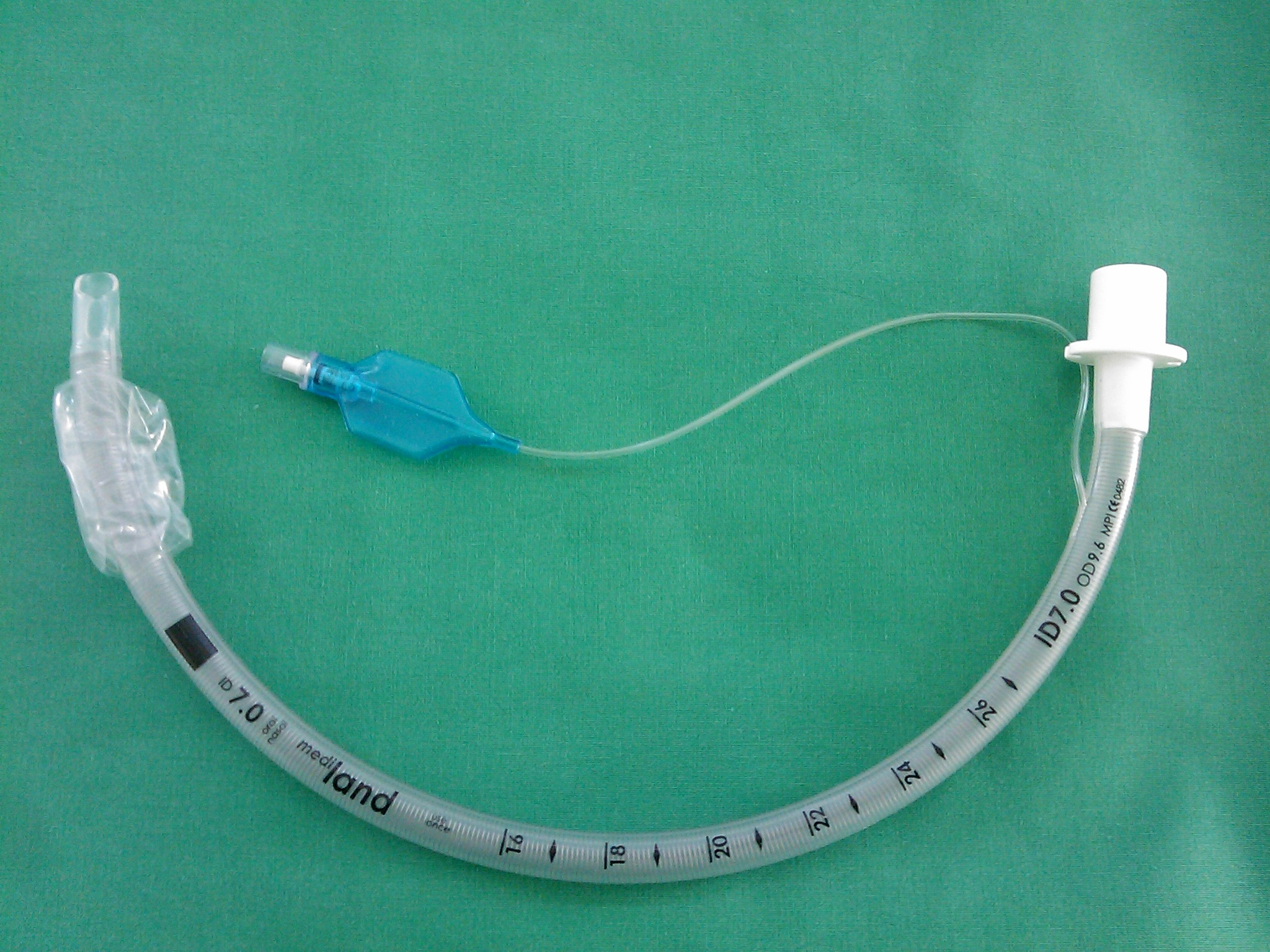
Інтубаційна ендотрахельна трубка

Така трубка, зазвичай складається з тонкої трубки, відкритої з обох кінців. Блокова манжета розташована безпосередньо над нижнім отвором в ендотрахеальних трубках для дорослих. Цей пристрій можна надути крізь тонку трубку, яка проходить у стінці основної трубки. Потім він закриває дихальне горло (трахею), добре фіксує трубку, створює адекватні умови для вентиляції та зменшує ризик аспірації. Тонкий шланг також має контрольну манжету або "подушечку", яка дозволяє оцінити надування манжети під час введення ендотрахеальної трубки. На верхньому кінці ендотрахеальна трубка оснащена стандартним з'єднувачем, який забезпечує приєднання до апарату штучної вентиляції легень або реанімаційного мішка.
Зараз (2020-і) ендотрахеальні трубки виготовляють із прозорого пластику, переважно з ПВХ, який є м'яким і сумісним із біологічними тканинами. Манжети для ендотрахеальних трубок виготовлені з силікону і надуваються низьким тиском повітря (манжети низького тиску). Це знижує ризик пошкодження слизової оболонки трахеї, викликаного тиском. Гумові манжети високого тиску використовуються зрідка. Для перекривання, їм потрібна лише невелика кількість повітря, але високий тиск. Для операцій, де застосовують лазери, використовують трубки, які неможливо пошкодити.

## Застосування
Під час анестезії інгаляційні анестетики можна вводити крізь ендотрахеальну трубку, що вперше було зроблено 1878 року Вільямом Мейсвеном за допомогою трахеальної трубки, введеної крізь рот.
Для інтубації новонароджених і дітей віком до 10 років, також використовуються трубки, які не вимагають надувної манжети, оскільки у дітей достатнє ущільнення слизової оболонки трахеї.

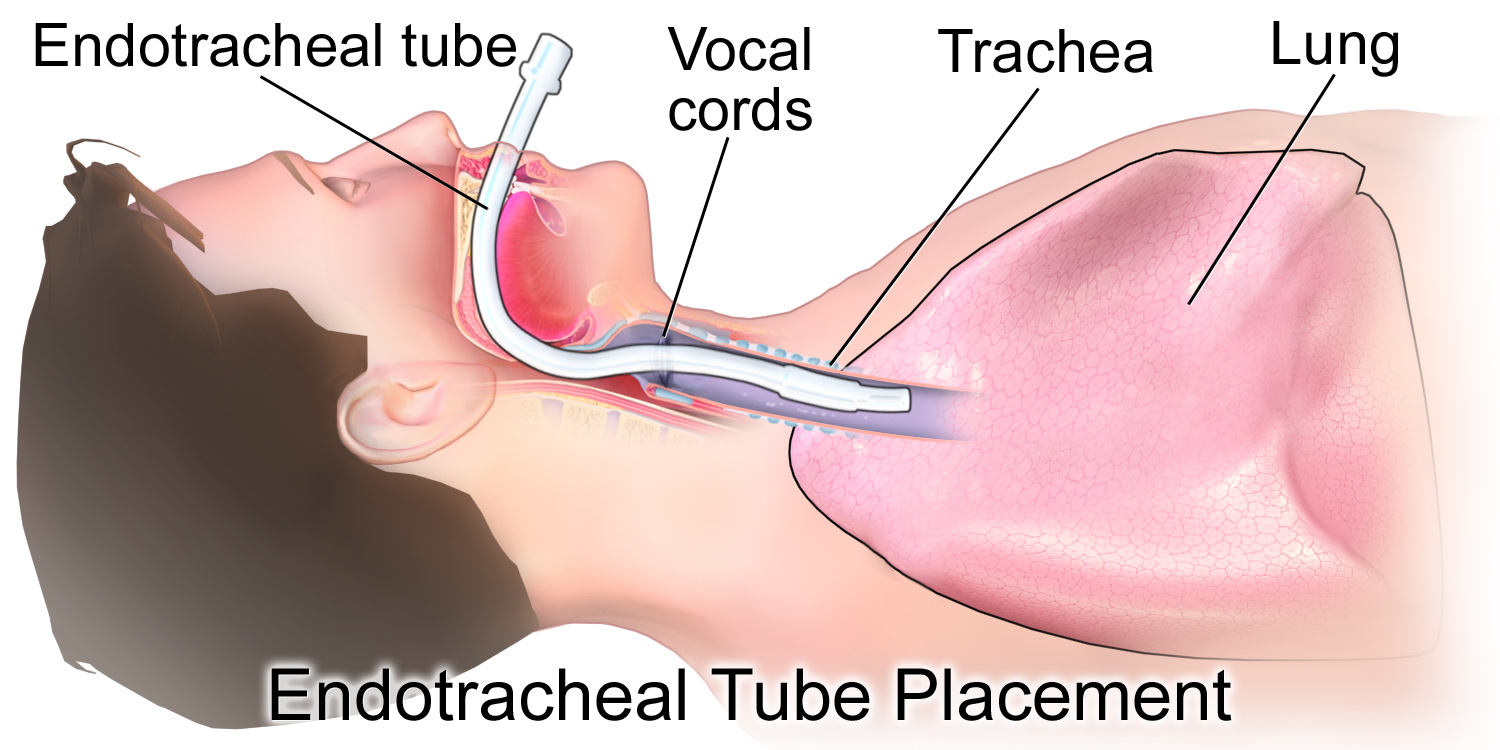
Використання трубки.

Ендотрахеальні трубки мають рентгеноконтрастні смуги, що дозволяють виявити їх під час рентгенологічних досліджень.
Трубки для бічної вентиляції, двопросвітні трубки: для розлогих втручань на стравоході або органах грудної клітки, може знадобитися спустити повітря з легені, щоб звільнити місце для хірургічної операції. У цьому разі вентилюється лише відповідний інший бік легені. Для цього існують різні труби, призначені для бічної вентиляції. Розрізняють такі типи (трубки Карленса, трубки Уайта, трубки Брайса-Сміта та трубки Робертшоу). Альтернативою, є використання звичайної трубки разом з бронхоблокатором.